# 威廉·贝弗里奇

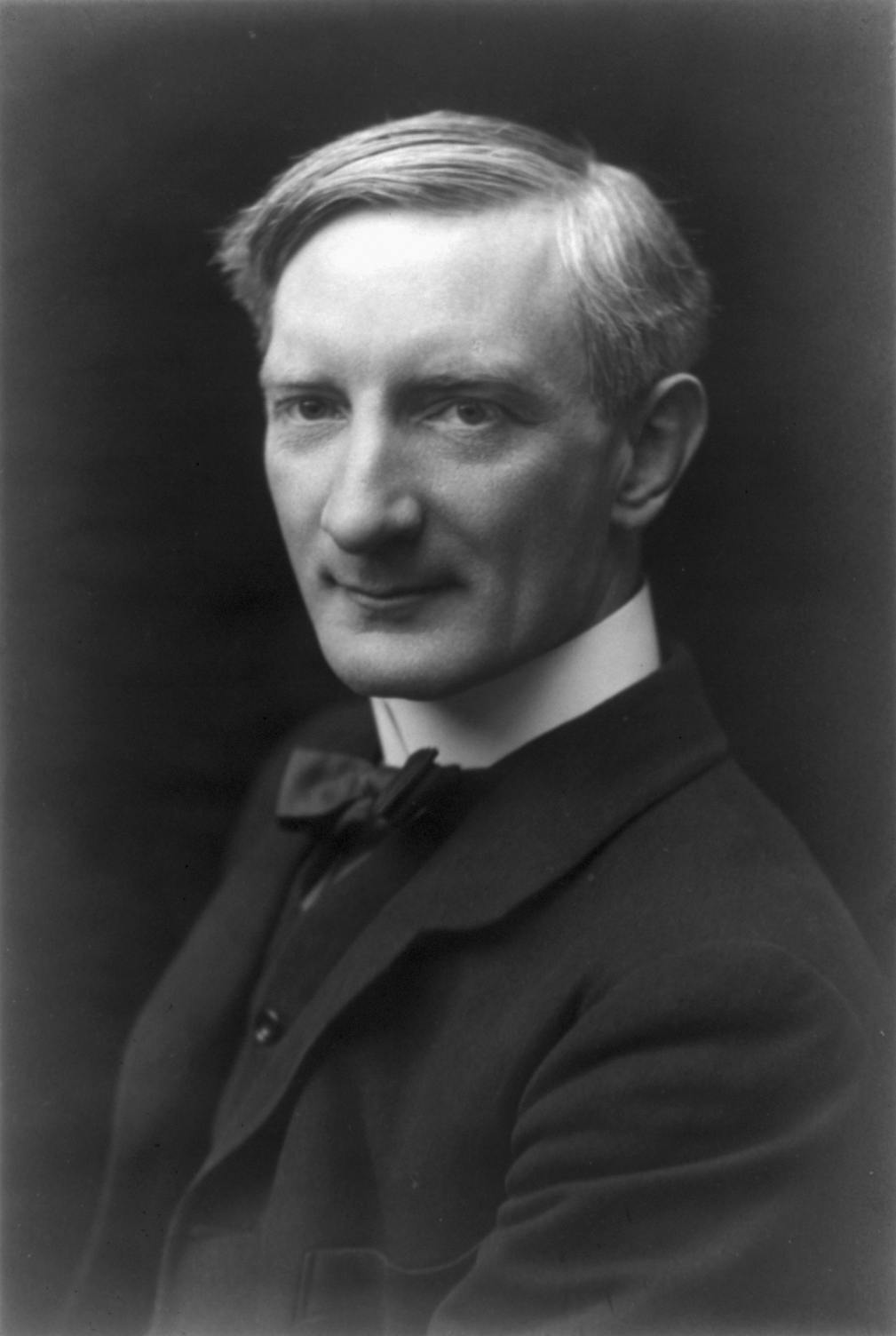
威廉·贝弗里奇

威廉‧貝佛里奇 KCB（William Beveridge，1879年3月5日－1963年3月16日），英国经济学家，是福利国家的理论建构者之一，他于1942年发表《社会保险报告书》（Report on Social Insurance），也称《報告》，提出建立“社会权利”新制度，包括失业及无生活能力之公民权、退休金、教育及健康保障等理念。他是自由主义者，主张市场经济，也深刻地受费边社提倡的社会主义影响。他于1944年发表《自由社会的全面就业》一书，主张有国家及市场导向的私人企业来联合运作，对当代社会福利政策及健保制度深具影响。
贝弗里奇早年是失业保险领域的权威，曾在英国贸易部新设立的劳工介绍所担任所长，随后在粮食部担任常任秘书长。在1919到1937年期间，他担任伦敦政治经济学院理事，之后被选作牛津大学大学学院的院长。他在失业和社会保障领域有许多著作，其中最出名的有《工业的难题》（1909）、《社会主义下的规划》（1936）、《自由社会的全面就业》（1944）、《保障的支柱》（1943）等。
Glennerster(1955,20-2)指出，贝弗里奇的对社会事务的关心和兴趣是在牛津大学时培养起来的，和许多与他同一时代的青年一样，他也进入了伦敦东部的汤恩比馆学习。汤恩比馆建立于1884年，是为了让那些有着社会意识，关心社会事务的年轻人发现关于贫穷的第一手资料，汤恩比馆也为他们提供一些到真正的环境中实习的机会。这种在东部早期的与贫困的直接面对的经历，使他对解决失业问题和给那些上由于上了年纪或者没有工作的人某种形式的收入，从而维持生活这两个问题产生了浓厚的兴趣。这个兴趣影响了他的一生。他对19世纪末和20世纪初Booth和其他一些人的计划——以税收为来源作为对老年人的养老金持否定态度。德国之行使他看到了捐助政策的优点。他对这一原则持坚定不移的态度。在1911年的失业保障法案的制定中，他起了非常重要的作用。在他于1924年写的一本名叫《为一切保障》的小册子中，包含了绝大部分后来出现在他1942年写的报告中的基本观点。

## 早年生活与教育
威廉·贝弗里奇是家里的长子，其父亨利·贝弗里奇是一名驻印度高级文官。贝弗里奇在1879年5月3日出生于印度朗布尔（现孟加拉国领土）。他早年在查特豪斯公学接受教育，后来进入牛津大学贝利奥尔学院攻读数学和文学，随后学习法律。

## 生活与事业
大学毕业后，贝弗里奇成为了律师。随后他涉足社会服务领域，并为英国早报相关专栏撰写文章。1903年，当贝弗里奇在汤恩比馆（位于伦敦东区的睦邻运动中心）工作时，开始对失业的成因产生兴趣。在那里，他与西德尼·韦伯和贝特丽丝·韦伯一起工作，并且深刻地受到了他们社会重组理论的影响，致力于推动退休金和学校免费午餐计划，并且参加政府人力中介部的竞选。
1908年，贝弗里奇作为国内失业保险的权威，被贝特丽丝·韦伯介绍给温斯顿·丘吉尔。丘吉尔邀请贝弗里奇加入贸易部，并且着手落实全国性、系统性的劳工介绍所和国民保险以应付失业和贫困问题。贝弗里奇在第一次世界大战期间参与管理人力，在战后被授予爵位，并成为粮食部的常任秘书长。
1919年，贝弗里奇放弃公务员职位，担任伦敦政治经济学院理事。随后几年，贝弗里奇也为几个社会政策相关的委员会与促进会工作过。他发表了许多经济学的学术著作，包括他早年对失业问题的研究以及大量对物价和薪酬的历史研究。1919年，费边社社员让他成为了伦敦证券交易所的理事，并且担任这一岗位直到1937年。在此期间，他曾与埃德温·坎南（Edwin Cannan）和莱昂内尔·罗宾斯竞争，以防他们干扰费边社对伦敦证券交易所的控制。
贝弗里奇与1933年参与设立学术援助委员会，帮助因为民族、宗教信仰和政治立场而被解雇的杰出学者免遭纳粹迫害。1937年，他被任命为牛津大学大学学院的院长。

## 战时贡献
3年后，劳工部部长欧内斯特·贝文邀请贝弗里奇负责旗下的福利部门。他拒绝了邀请，但是表示对英国战时的人力调动感兴趣（他支持集中计划的强力系统）。尽管贝文不太愿意，但他还是让贝弗里奇在1940年6月开始负责一项相对不那么重要的劳动力服务。事实上，因为贝弗里奇十分自负，贝文和劳工部的常务秘书托马斯·菲利普斯（Sir Thomas Philips）都不喜欢和他共事。
《社会保险报告书》
1941年5月，卫生部部长欧内斯特·布朗宣布成立委员会以调查社会保障以及盟军服役问题，并且提供建议。尽管布朗发表了声明，但调查主要是由亚瑟·格林伍德推动。贝文为了赶走贝弗里奇，将他作为委员会主席的人选推荐给格林伍德。贝弗里奇起初并不愿意，但他发现这已经阻碍到他在人力资源方面的工作，只能不情愿地接受了这一委任。经过18个月的调查研究，这份关于《社会保险和相关服务》问题的报告（即《贝弗里奇报告》）在1942年被提交给国会。它提出，处于工龄的人们应该每周缴纳国民保险金，这样人们在患病、失业、退休和丧偶的时候可以获得补助。贝弗里奇主张这种系统可以为人们的生活提供最基础的保障，并建议政府解决“五大罪”——贫穷、疾病、愚昧、肮脏和懒惰。
贝弗里奇的主张被广泛接受了。他呼吁保守派和怀疑派接受他的观点，宣扬这种福利体系不但能把工人所需的健康和养老费用从企业转移到国家财政，减轻企业负担，还能提高工人的健康条件和收入水平，让他们有更高的积极性和创造力为英国工业服务，最终提升英国工业在战后的竞争力。贝弗里奇把充分就业（失业率不超过3%）视为报告中社会福利计划的核心，并且在1944年发表的《自由社会的全面就业》一书中阐述了达到这一目标的方法。其他方法还有凯恩斯式的经济调控、直接控制劳动力、以及在国家层面上控制生产资料。事实上，贝弗里奇的设想背后的推动力是人们对于社会公平的追求以及在战后建立新的理想社会的期望，他相信这种社会经济型的法律可以有效解决社会问题。

## 后来成就
1944年，刚加入自由党的贝弗里奇被选入下议院，接替在1944年7月30日因为蓝衣行动牺牲于诺曼底的乔治·查尔斯·格雷。1945年英国大选，贝弗里奇以1962票负于保守党的罗伯特·索普，他在特威德河畔贝里克选区的议员生涯就此结束。
第二年，新一届工党政府开始落实贝弗里奇在构建现代福利体系方面的建议。1945年的英国大选中，克莱门特·艾德礼带领的工党在选举中击败了丘吉尔带领的保守党。艾德礼宣布他会采用贝弗里奇报告中论述的福利体系，包括在1948年建立国民健康体系，及由税收支持的全民医疗服务。全国性的保障系统的优点在于，它可以提供“社会保障”，以确保全体国民能得到“从摇篮到坟墓”的保障。这个新系统事实上在1911年就已经由劳埃德·乔治在全民保障行动中建立了一部分了。
1946年，贝弗里奇被封为男爵，并成为了上议院自由党的党魁。1953年，他出版了《权力与影响》一书。1952-1956年期间他担任慈善机构Attend（后更名为National Association of Leagues of Hospital Friends，医院之友联盟国家协会）的主席。

## 优生学
优生学是研究通过受控的选择性生育来改善人种的学说。贝弗里奇是优生学会的成员。1909年，他提出无法工作的人应该得到国家的保障，“但要完全、永远地剥夺他作为公民的权利，不仅是投票权，就连公民的自由和做父亲的权利也一样。”虽然他是伦敦经济学院的理事，但他想设立社会生物学学部。尽管这个学部并没有完全建立起来，但兰斯洛特爵士（Lancelot Hogben），一个激进的反优生学人士，被任命为主席。前伦敦证券交易所的理事约翰·阿什沃思（John Ashworth）猜测，是优生学的拥护者和反优生学人士之间的矛盾导致贝弗里奇离开了学校。
贝弗里奇在40年代曾赞扬过优生学会对推动儿童津贴所作的贡献。不过，尽管他支持优生学，但他在《贝弗里奇报告》中并没有提到“优生价值”。谢菲尔德大学的丹尼·多林教授说报告里“甚至没有一丁点”优生学观点。